# サーマルスリーブ

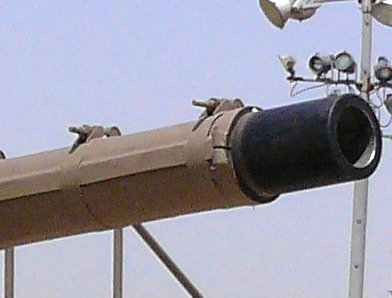
ボルトオン式のサーマルスリーブ

サーマルスリーブ（ブランケットないしジャケットとも）は、現代の戦車によく見られる、大口径砲の砲身の周囲に装着する部材。主たる目的は砲身の温度を均一にし、発射時に砲身周辺の温度差に起因する熱膨張による歪みを防止することにある。
サーマルスリーブはもともとは単なる断熱材だった。これは明るい日光や風などの周囲条件が砲身の一方の側を他方よりも加熱ないし冷却して熱変形（曲げや垂れ下がり）が起こり、射撃精度が下がるのを防ぐためのものだった。より現代的なものは内側と外側に同心円状の断熱スリーブがあり、間に隙間が空けられている。砲身交換の際に再利用できるように、砲身から取り外し可能なタイプも作られている。また、外部の熱およびレーダープロファイルを改良し、熱およびレーダーシグネチャを低減することで、砲身と戦車を発見されにくくするタイプも提案されている。

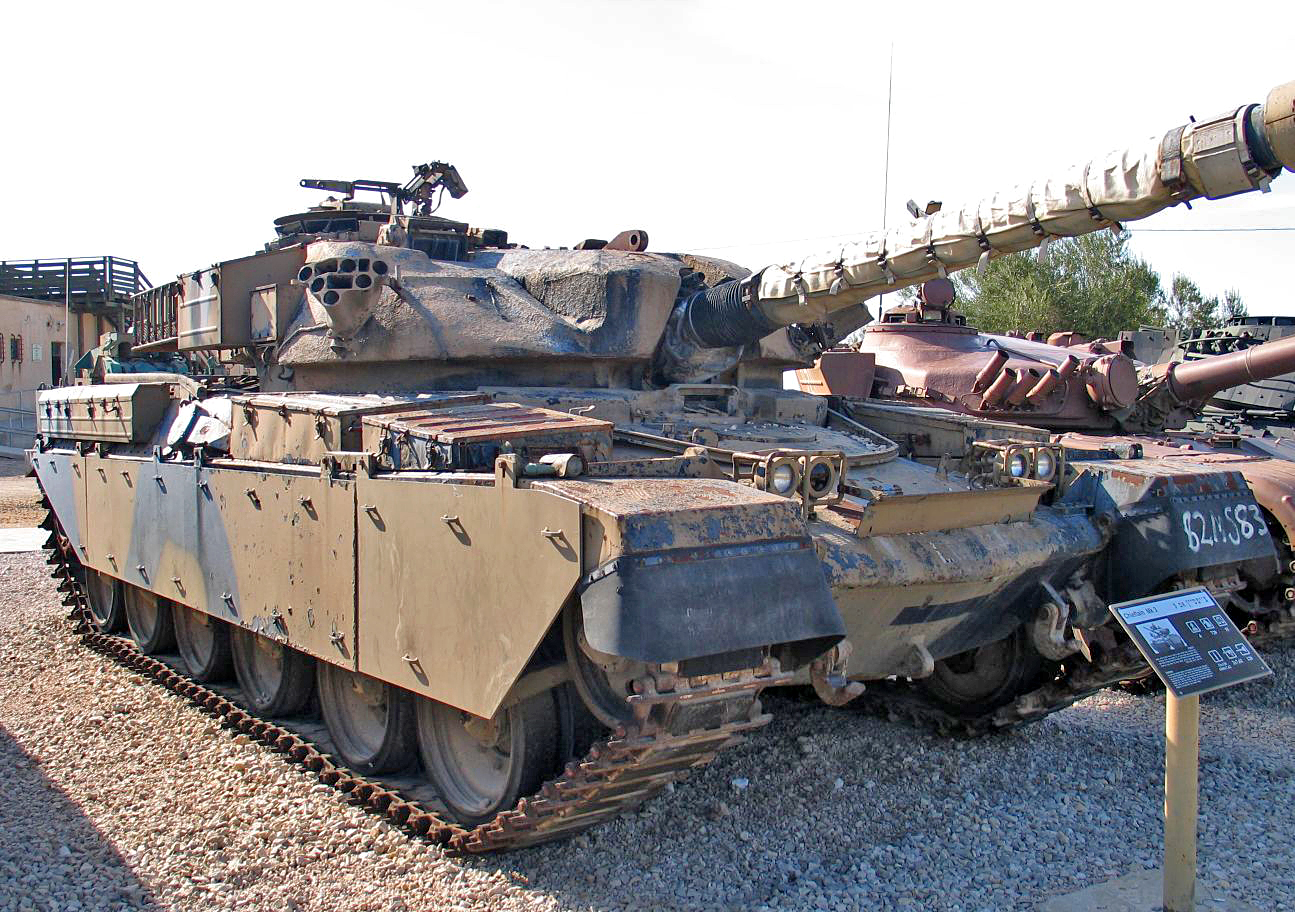
チーフテン戦車の帆布で覆われたサーマルスリーブ

サーマルスリーブを採用したもっとも初期の砲の一例はチーフテン戦車のロイヤル・オードナンス L11だった。

## 書誌
- Tucker, Spencer C. (2004). Tanks: An Illustrated History of Their Impact. California: ABC-CLIO. ISBN 1-57607-995-3